# Blepharis stuhlmannii
Blepharis stuhlmannii är en akantusväxtart som beskrevs av Gustav Lindau. Blepharis stuhlmannii ingår i släktet Blepharis och familjen akantusväxter. Inga underarter finns listade i Catalogue of Life.